# Brighamia insignis
Brighamia insignis is een kortlevende, meerjarige plant uit de klokjesfamilie (Campanulaceae) die endemisch is op Hawaï. De soort behoort samen met de eveneens op Hawaï endemische Brighamia rockii als enige soorten tot Brighamia. De twee soorten staan op de Rode Lijst van de IUCN geclassificeerd als kritiek, waarbij van beide soorten wordt aangenomen dat  minder dan vijftig exemplaren in het wild leven.
Het is een plant met één (meestal in cultuur) of meerdere, succulente, kale, tot 4,5 m (in cultuur lager) hoge stammen, die verdikt aan de basis zijn en naar de top toe dunner worden. De top eindigt in een compacte bladrozet van vlezige, omgekeerd eironde, glanzende, helder- tot donkergroene, 10-20 × 6,5-11 cm grote, gaafrandige bladeren. De bladeren worden vanuit de top gevormd en de onderste, verouderde bladeren worden afgestoten waarna er een kale stam met bladlittekens overblijft, vergelijkbaar met een palm. De crèmekleurige tot gele, trompetvormige, geurende bloemen groeien in clusters van drie tot acht stuks op 1-3 cm lange bloemstelen in de bladoksels. De vijf kroonbladeren vormen een 7-14 cm lange kroonbuis. Vermoedelijk heeft de soort kruisbestuiving nodig om vruchten te vormen, waarvan wordt aangenomen dat deze wordt verzorgd door een inheemse vlinder met een lange roltong uit de familie pijlstaarten (Sphingidae), die mogelijk al is uitgestorven. De vruchten zijn 1,3-1,9 × 09-1,3 cm grote doosvruchten die talrijke bleke, eivormige, 0,8-1,2 mm grote zaden bevatten.
De soort was in historische tijden bekend van de eilanden Kauai en Ni'ihau (geen waarnemingen meer sinds 1947), waar de soort van nature voorkwam van zeeniveau tot op 480 m hoogte op rotsige vulkaanhellingen met weinig aarde of op steile kliffen bij zee. In het laagland kwam de soort voor in droge graslanden of tussen struikgewassen in gebieden met een regenval van minder dan 170 cm per jaar. Nu zou de soort in het wild alleen nog op Kauai voorkomen.
Bedreigingen voor de soort worden gevormd door menselijke verstoring van leefgebieden van de plant, het grazen van ingevoerde geiten, branden, de ingevoerde mijt Tetranychus cinnabarinus die op de bladeren parasiteert en concurrentie met ingevoerde, invasieve plantensoorten. Ook het kleine overgebleven aantal planten maakt de overleving van deze soort risicovol vanwege de lage genetische variabiliteit en de kwetsbaarheid voor natuurrampen.
Wetenschappers hebben hangende aan touwen en touwladders de nog overgebleven planten op moeilijk bereikbare plaatsen handmatig bestoven. Zaad dat vervolgens van wilde exemplaren is geoogst, is naar botanische tuinen over de hele wereld verstuurd. Het Nederlandse bedrijf Plant Planet heeft zaden in handen gekregen en is in samenwerking met IUCN een veredelingsprogramma begonnen. Dit heeft als resultaat opgeleverd dat er een selectie is ontstaan die is geschikt voor teelt in kassen. De plant wordt in de handel onder de naam 'Hawaiian Palm' aangeboden. Een gedeelte van de opbrengst wordt in een fonds gestort met als doel om deze soort en andere bedreigde soorten op Hawaï weer terug te plaatsen in de natuur.
De plant maakt deel uit van de National Collection of Endangered Plants. Namens het Center for Plant Conservation zorgt de National Tropical Botanical Garden voor de bescherming van de plant.
Engelse namen voor de soort zijn Hawaiian palm ('Hawaïaanse palm'), vulcan palm ('vulkaanpalm') en cabbage on a stick ('kool op een stok'). Hawaïaanse namen zijn Alula, Haha, 'Olulu en Pu aupaka.

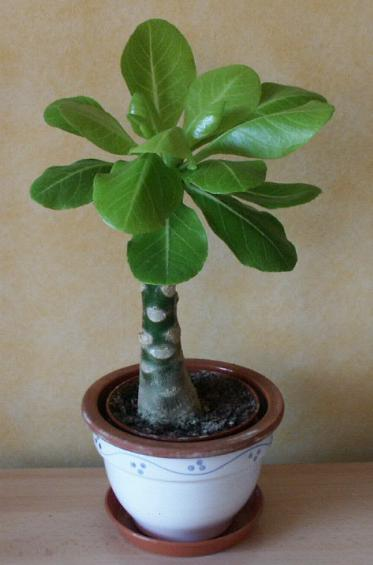
Potplant